# 센조쿠이케역
센조쿠이케역(일본어: 洗足池駅、せんぞくいけえき)은 일본 도쿄도 오타구에 있는 도쿄 급행 전철의 역이다. 역 번호는 IK07이다.
역명은 역의 북쪽에 위치한 센조쿠못에서 유래하였다.

## 역 구조
상대식 승강장 2면 2선의 고가역이다. 2005년도에는 역의 증개축이 실시되었다. 두 승강장에 엘리베이터가 설치되어 있으며, 가마타 방면의 승강장에는 다용도 화장실이 있다.

### 타는 곳
| 번호 | 노선        | 방향 | 행선                        |
| ---- | ----------- | ---- | --------------------------- |
| 1    | 이케가미 선 | 하행 | 유키가야오쓰카・가마타 방면 |
| 2    | 이케가미 선 | 상행 | 하타노다이・고탄다 방면     |

## 역 주변
역사의 정면에는 나가하라 가도가 있고, 그 우선적으로 센조쿠못이 펼쳐진다. 역전 상가는 센조쿠못과 반대쪽인 나가하라 역 근처의 가드로 뚫린 곳에 있다. 센조쿠못의 보트 선착장 옆에는 과거 이태리 식당인 "테라스 주례"가 위치하여 "물가의 레스토랑"으로써 텔레비전 드라마의 촬영 등에 자주 이용된 바 있다.
역을 끼고 센조쿠못과 반대편으로는 센조쿠못의 약수를 이용한 오가와(센조쿠 흐름)가 있고 흐름에 따라서 벚꽃을 심는다. 꽃놀이 시기에는 벚꽃을 구경하는 사람들이 많이 방문한다.
다만, 주택가 도로 때문에 연회는 하지 못한다.
- 도쿄 도 보건 의료 공사 에바라 병원
- 오타 구립 센조쿠못 도서관
- 오타 구립 센조쿠 구민 센터
- 오타 센조쿠 우체국
- 패밀리로드 센조쿠못 (센조쿠못 상가)

## 역사
- 1927년 8월 28일: 영업 개시.
- 1934년 8월: 역사 개축.

## 인접역
| 도쿄 급행 전철 이케가미 선 | 도쿄 급행 전철 이케가미 선 | 도쿄 급행 전철 이케가미 선     |
| -------------------------- | -------------------------- | ------------------------------ |
| IK 06 나가하라 고탄다 방면 | 센조쿠이케 IK 07           | 이시카와다이 IK 08 가마타 방면 |